# Ljus gallblomfluga
Ljus gallblomfluga (Heringia vitripennis) är en tvåvingeart som först beskrevs av Johann Wilhelm Meigen 1822.  Ljus gallblomfluga ingår i släktet gallblomflugor, och familjen blomflugor.
Artens utbredningsområde är Österrike. Arten är reproducerande i Sverige. Inga underarter finns listade i Catalogue of Life.